# 泰·法蘭斯
泰勒·勞倫斯·法蘭斯（英語：Tyler Lawrence France，1994年7月13日—），為美國職棒大聯盟的一壘手，目前效力於多倫多藍鳥。他先前曾效力過教士、水手、紅人與雙城等隊。

## 職業生涯

### 聖地牙哥教士
2015年美國職棒大聯盟選秀，法蘭斯在第34輪1017順位被教士隊選走。2016年到2018年間，他從短期1A一路爬升到3A。
2019年，法蘭斯從3A開季。4月24日，法蘭斯登上大聯盟，並在兩天後代打敲出大聯盟首安。
2019年8月16日，法蘭斯在3A的打擊率高達3成99，他也被叫上大聯盟，並待到球季結束。而他其實很想回到3A挑戰單季4成打擊率，可惜無緣達成。
2020年，法蘭斯以指定打擊身分入選開幕戰名單。8月13日，球隊將法蘭斯下放到小聯盟，並拉上游擊手Jorge Mateo。

### 西雅圖水手
2020年8月30日，教士將法蘭斯、Taylor Trammell、Andrés Muñoz和Luis Torrens交易到水手，換來Austin Nola、Dan Altavilla和Austin Adams。該年他出賽23場比賽，打擊率為3成02，並敲出2轟與13分打點。
2021年，法蘭斯的打擊率為2成91，並敲出18轟與73分打點。這年他還獲得聯盟最多的127顆觸身球。
2022年4月23日，法蘭斯首度達成單場敲出5支安打，其中包含一支全壘打。

## 個人生活
法蘭斯在2022年1月結婚。

## 外部連結
- 球員資訊和成績在MLB ，ESPN ，Retrosheet ，Baseball Reference ，Baseball Reference (Minors) ，Fangraphs ，The Baseball Cube （英文）